# Френсіс Ґрем-Сміт
Френсіс Ґрем-Сміт (англ. Sir Francis Graham-Smith; 25 квітня 1923 — 20 червня 2025) — англійський астроном, член Лондонського королівського товариства (1970).

## Біографія
Освіту здобув у Даунінг-коледжі Кембриджського університету. У 1943–1946 роках займався проблемами далекого зв'язку у військовому дослідницькому закладі в Молверні, впродовж 1947–1964 років працював у Кавендішській лабораторії Кембриджського університету, в 1964–1974 роках — в Манчестерському університеті (співробітник Наффілдської радіоастрономічної лабораторії, професор університету). З 1974 працював у Гринвічській обсерваторії (спочатку виконував обов'язки директора, в 1976–1981 — директор), з 1981 — також директор Наффілдської радіоастрономічної лабораторії. З 1982 по 1990 — королівський астроном.

## Наукові дослідження
Наукові роботи відносяться до радіоастрономії. У 1948 спільно з Мартіном Райлом відкрив ряд дискретних джерел космічного радіовипромінювання, в тому числі найсильніше на небі радіоджерело Кассіопея А. Виконав дуже точні вимірювання координат декількох яскравих дискретних джерел, що дозволило ототожнити їх з оптичними об'єктами (1951). Зробив спробу виміряти річний паралакс або власний рух дискретних джерел; одержаний ним негативний результат (1951) показав, що вони розташовані далеко за межами Сонячної системи. У 1952 отримав одні з перших оцінок розмірів дискретних джерел. Разом з М. Райлом і Б. Елсмором виконав огляд радіоджерел в Північній півкулі неба (1950); провів спільно з А. С. Беннеттом порівняння трьох радіо-оглядів неба, проаналізував їхню точність і надійність (1961). Незалежно від В. В. Віткевича запропонував і використав в 1952 році спільно з К. М. Мейчіном метод дослідження сонячної корони шляхом спостереження покриття точкового радіоджерела Сонцем. Поставив на штучному супутнику Землі «Аріель-II» експеримент з вимірювання низькочастотного космічного радіовипромінювання; із аналізу спостережень зробив висновок, що на частотах нижче 5 МГц домінує позагалактичне випромінювання. Запропонував використовувати фокусувальний ефект, що виникає у верхній іоносфері, для спостережень окремих джерел радіовипромінювання з борту ШСЗ.
Ґрем-Сміт є одним з найбільш активних дослідників пульсарів. Відкрив спільно з А. Дж. Лайном сильну лінійну поляризацію імпульсів (1968), спільно з Р. Кларком — високий ступінь поляризації субімпульсів пульсарів (1969). У 1968 році здійснив перші виміри фарадеївського обертання площини поляризації випромінювання пульсарів і за допомогою цього ефекту визначив напруженість магнітних полів у Галактиці. У 1970 році запропонував теорію релятивістського формування вузьконаправленого поляризованого випромінювання пульсарів.
Автор книг «Радіоастрономія» (1960, рос. пер. 1962), «Пульсари» (1977, рос. пер. 1979).